# Marajó
Marajó (portugisiska: Ilha de Marajó) är den största kustön i Brasilien. Den är cirka 40 100 km² och är därmed något mindre än Schweiz. Ön ligger i norra Brasilien i deltat vid Amazonflodens mynning i Atlanten. På Marajó lever ungefär 250 000 människor, de flesta har indianskt eller afrikanskt ursprung. Marajó är en av få platser i världen som aldrig drabbades av spanska sjukan 1918.
Stora delar av ön översvämmas under regntiden. Nära kustlinjen orsakas översvämningarna av Amazonflodens höga vattenstånd och i öns centrum är den stora nederbördsmängden orsaken.
I östra delen av ön liknar vegetationen en savann. Här avlas boskapsdjur i stora farmer. Idag lever på ön stora flockar av domesticerade vattenbufflar. På öns västra del finns skogar. Bredvid trä nyttjas produkter från para-assaipalmen.